# Carl Forssell
Carl Otto Forsell (ur. 25 października 1917 w Sztokholmie, zm. 28 listopada 2005 w Ängelholm) – szwedzki szpadzista, dwukrotny medalista olimpijski i wielokrotny medalista mistrzostw świata.
Na igrzyskach olimpijskich w Londynie w 1948 roku wspólnie ze Svenem Thofeltem, Frankiem Cervellem, Perem Carlesonem, Bengtem Ljungquistem i Arne Tollbomem wywalczył brązowy medal w turnieju drużynowym. W zawodach indywidualnych odpadł w ćwierćfinałach. Na rozgrywanych cztery lata później igrzyskach olimpijskich w Helsinkach Szwedzi w składzie: Per Carleson, Carl Forssell, Bengt Ljungquist, Berndt-Otto Rehbinder, Sven Fahlman i Lennart Magnusson zajęli drugie miejsce w szpadzie drużynowej. W turnieju indywidualnym był tym razem ósmy. Brał też udział w igrzyskach olimpijskich w Melbourne w 1956 roku, gdzie drużynowo odpadł w pierwszej rundzie, a indywidualnie dotarł do półfinałów.
Podczas mistrzostw świata w Pieszczanach w 1938 roku wspólnie z Frankiem Cervellem, Hansem Drakenbergiem, Gustafem Dyrssenem, Bengtem Ljungquistem i Svenem Thofeltem zdobył srebrny medal w zawodach drużynowych. W tej samej konkurencji Szwedzi z Forssellem w składzie zdobywali też srebrne medale na mistrzostwach świata w Lizbonie (1947), mistrzostwach świata w Kairze (1949) i mistrzostwach świata w Luksemburgu (1954) oraz brązowe na mistrzostwach świata w Monte Carlo (1950) i mistrzostwach świata w Sztokholmie (1951). Ponadto zdobył srebrny medal indywidualnie na MŚ 1950, plasując się za Duńczykiem Mogensem Lüchowem.